# Proceratophrys appendiculata
Proceratophrys appendiculata är en groddjursart som först beskrevs av Günther 1873.  Proceratophrys appendiculata ingår i släktet Proceratophrys och familjen Cycloramphidae. IUCN kategoriserar arten globalt som livskraftig. Inga underarter finns listade i Catalogue of Life.